# Casamona
Casamona è una frazione del comune italiano di Loro Ciuffenna, nella provincia di Arezzo, in Toscana.

## Geografia fisica
Il borgo di Casamona sorge a 631 m s.l.m. sulle pendici meridionali del massiccio del Pratomagno.
Il territorio su cui sorge il paese è di alta collina, con boschi prevalentemente formati da roverella e denso sottobosco.

## Storia
Nel 1374 l'area in cui si trova il paese si chiamava Piano de Mone. Dal XVI secolo Casamona appartenne con la vicina Faeto al comune dell'Anciolina. Dal XVII secolo la famiglia Forzoni - Accolti è proprietaria dell'omonimo palazzo, che costituisce tuttora l'edificio più vasto del borgo. Nel periodo fra le due guerre mondiali il palazzo appartenne alla famiglia Valenti - Forzoni - Accolti.

## Monumenti e luoghi d'interesse

### Architetture religiose
Cappella Forzoni - Accolti
Cappella gentilizia del palazzo Forzoni - Accolti, che fu costruita nel 1697 e che, al suo interno, ha un altare in pietra serena e un crocifisso ligneo.

### Architetture civili
Palazzo Forzoni - Accolti
Palazzo costruito nel XVII secolo dalla famiglia Forzoni - Accolti, della quale si riconosce lo stemma familiare all'esterno del palazzo. Presso il palazzo ebbe sede per molti anni un importante frantoio da olive, le cui macine tuttora conservate in loco recano scolpita la data dell'ultimo rifacimento, avvenuto nel 1682.
Ex lavatoio
All'esterno del paese è presente l'ex lavatoio, che è il frutto di un riadattamento di un edificio preesistente. Nell'archivio storico del Comune di Loro Ciuffenna, fra i documenti relativi alle Sedute del Magistrato per gli anni 1815 - 1816, si trova la deliberazione di un restauro della fonte pubblica del paese del 1815, con la precisazione che sarebbe stato trasformato un antico tabernacolo affrescato, la cui presenza è documentata almeno dal 1765, ridotto in cattive condizioni. Successivamente si riscontrano lavori alla fonte nel 1837 e nel 1869. Negli anni Trenta del XX secolo il lavatoio era già presente. Il lavatoio è stato restaurato nel 1958, come indicato sopra il portale d'ingresso.

## Società

### Tradizioni e folclore
La sera del 14 agosto, per la festa di Santa Maria Assunta, patrona di Faeto, gli abitanti di Casamona, insieme a quelli di Pratovalle, formano uno dei due gruppi di fedeli che lentamente confluiscono verso Faeto, dove, nella piazzetta don Dante Ricci, viene celebrata la messa.

## Economia
Le attività del passato erano strettamente legate alla configurazione del territorio, con un'economia legata alle castagne e allo sfruttamento del legname. Modesti appezzamenti venivano coltivati a cereali e olivo, nei cosiddetti "pianelli" ricavati a ridosso del bosco. Una fonte molto importante di sostentamento era l'allevamento ovino. Significativo il ruolo economico rivestito storicamente dal frantoio, la cui attività è cessata prima della Seconda guerra mondiale.